# Tethra
Nella mitologia irlandese, Tethra dei fomoriani regnò su Mag Mell dopo la morte nella seconda battaglia di Mag Tuiredh. Dopo la battaglia la spada di Tethra, Orna, viene recuperata da Ogma e gli racconta tutte le imprese compiute.

## Etimologia
Tethra deriverebbe dal proto-indoeuropeo *tet(e)ro-.

## Cultura di massa
"Tethra" è il nome di un'armatura per gli Highlander nel videogioco For Honor.

## Musica
"Tethra" è il nome di una band Melancholic Doom Death Metal Italiana nata nel 2008 e ad oggi attiva.